# 马衔

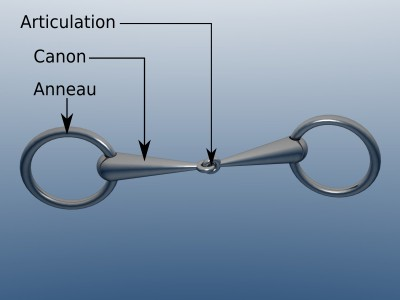
一般的马衔示意图

马衔、马嚼子，俗称“水勒”，是放置在马嘴里的金属条状物，在某些情况下也可以由其它材料制成。马衔并不如大众所想象的安放在马的牙齿上，而是挂在前“切”齿之后和后“磨”齿之前的空当之中。这里通常叫做“bar”。俗话说一匹马“用它的牙夺过嚼子”（grab the bit in its teeth）实际上是指马用自己的嘴唇使劲夹住马衔而不听骑手的命令。依据马衔的设计和骑手的技术，马衔为骑手提供不同程度的对马的操控以及他和马匹之间的交流。因此，马衔的类型是否满足马的需要、是否能够安装到位从而正常工作以及是否能够尽量使马感觉舒适，都是十分重要的。

## 种类
马衔种类繁多，下举例若干：
- 大勒衔（Curb bit）
- 小勒衔、轻马衔（Snaffle bit）
- 钳勒衔、糊口马衔、锁口马衔（Gag bit）
- 佩勒姆马勒衔（Pelham bit）
- 金伯威克马勒衔（Kimblewicke bit）

## 马衔铁
马衔有多种马衔铁（mouthpiece）和马衔环（用于轻马衔），如：
马衔铁：
- 单节
- Mullen mouth （直条）
- Dr. Bristol （双节）
- French link （双节）
- 螺旋式（Corkscrew）
- 单股和双股曲线（Single and double twisted wire）
- 沃特福德式（Waterford）
- 平缓扭曲式（Slow twist）
- 胶皮
- Broken Segunda

## 马衔环
马衔环：
- 游环（Loose ring）
- D环
- Eggbutt
- 全颊环（Full-cheek）
- Baucher
- 半颊环（Half-cheek）
- 3环
- 2环

## 用法及效果

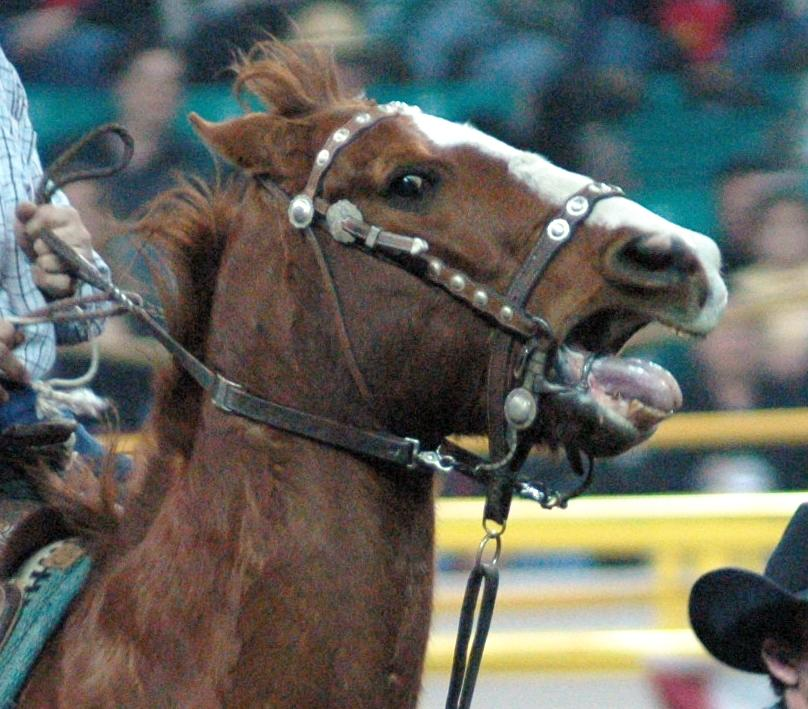
马衔的不正确使用

马衔是利用压力驾驭马匹，而不是利用痛苦。当然在不正确使用之下，即使是最轻柔的马衔也能伤害到马。给马发出指令只需双手最轻微的运动。人们应当依靠收放手中的缰绳来给马指引正确的方向，而不是向某个方向用力强拽马头。实际上，绝大部分骑术中的转向，尤其是在英式骑术中，是通过双腿和臀部来实现的。一侧小腿向某个方向挤压马的身体，同时另一侧小腿作为支点，并且适量地驱使马匹前行。改变坐骨和臀部的位置，以及坐骨所施加的压力，不仅适用于转向，对于加速和减速都是极为有用的。